# 奥南 (杜省)
奥南（法語：Onans，法語發音：[ɔnɑ̃]）是法国杜省的一个市镇，属于蒙贝利亚尔区。

## 地理
奥南（47°30'8"N, 6°36'35"E）面积14.21 平方千米，位于法国勃艮第-弗朗什-孔泰大區杜省，该省份为法国东部内陆省份，北起上索恩省，西接汝拉省，东部及东南部与瑞士接壤，东北部与贝尔福地区省接壤。
与奥南接壤的市镇（或旧市镇、城区）包括：热蒙瓦勒、阿尔塞、埃特拉普、凡布、热内、马尔沃利斯、梅迪耶尔、蒙特努瓦、贝勒方丹。

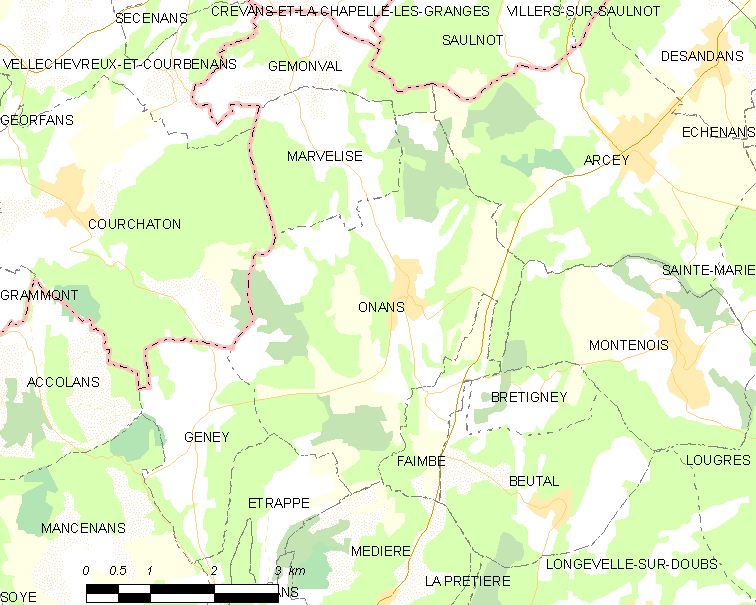
的OSM定位图

奥南的时区为UTC+01:00、UTC+02:00（夏令时）。

## 行政
奥南的邮政编码为25250，INSEE市镇编码为25431。

## 政治
奥南所属的省级选区为巴旺县。

## 人口

1962-2008年间人口变化图示

奥南于2022年1月1日时的人口数量为366人。